# آکشاردام
آکشاردام یک معبد هندو و پردیس فرهنگی-روحانی در دهلی هند است. این مجموعه در حاشیهٔ رود جمنا و مجاورت دهکدهٔ مسابقات کشورهای مشترک‌المنافع سال ۲۰۱۰ واقع شده‌است و هزاران سال از سنت‌های مردم هند، فرهنگ هندوئیسم، روحانیت و معماری هندی را به نمایش می‌گذارد. این بنا را، که طرح و نقشهٔ آن را ماهاراج یوگیجی از سال ۱۹۶۸ در نظر داشته، جانشین او ماهاراج پراموخ سووآمی عملی کرده‌است و ساخت‌وساز آن را نیز سازمان باپس بر عهده داشته.
مجموعهٔ آکشاردام را، که مقصد ۷۰ درصد گردشگران به دهلی است، رئیس‌جمهوری هند ابوبکر زین‌العابدین عبدالکلام به‌شکل رسمی در ۶ نوامبر سال ۲۰۰۵ افتتاح کرد.
اولین سنگ بنای این معبد در دوم ژوئیه ۲۰۰۱ نهاده شده بود.
۷۰۰۰ هزار کارگر ماهر به همراه ۳۰۰۰ داوطلب بر روی بنای معبد آکشاردام کار کردند و بیش از ۶۰۰۰ تن سنگ رس از راجستان به این معبد فرستاده شد. ۸ راهب مأمور نظارت بر پروژهٔ معبد بودند که اکثر آن‌ها در طی کار بر روی آکشاردام گجرات تجربهٔ ساخت‌وساز را کسب کرده بودند.
معبدی که در قلب مجموعه قرار دارد بر اساس شیوه‌های سنتی معماری هندی، از جمله وستو شاسترا و پانچاراتا طراحی شده‌است و تماماً از جنس سنگ است. نمای بنا هم کاملاً از ماسه‌سنگ صورتی راجستانی و مرمر کاررا ایتالیایی تشکیل شده‌است.
در آکشاردام دهلی، همانند آکشاردام دیگری که قبل‌تر در گجرات ساخته شده بود، حرم اصلی کانون مجموعه است و تالارهایی، شامل اطلاعاتی در مورد زندگی و آثار سوامینارایان، در اطراف آن قرار دارند. طراحان مجموعه در این تالارها از فناوری‌های مدرن اطلاعات و ارتباطات عمومی بهره برده‌اند.
در این مجموعه یک نمازخانه بودایی، یک فواره موسیقی، باغ‌های وسیع موضوعی، و سه نگارخانه (تالار ارزش‌ها، تالار نمایش دربارهٔ زندگی سوامینارایان، و تونل قایق‌رو فرهنگی) قرار دارد.
در زیر گنبد اصلی معبد نیز یک پیکره ۳٫۵ متری از سوآمیناران قرار دارد. تمام پیکره‌ها از ۵ فلز و مطابق سنن هندوها ساخته شده‌اند.
بنابر هندوئیسم سوامینارایان، واژهٔ آکشاردام به معنای کاخ یا محل زندگی رب‌النوه سوامینارایان است و به باور پیروانش خانهٔ زمینی خدا است.

## نگارخانه

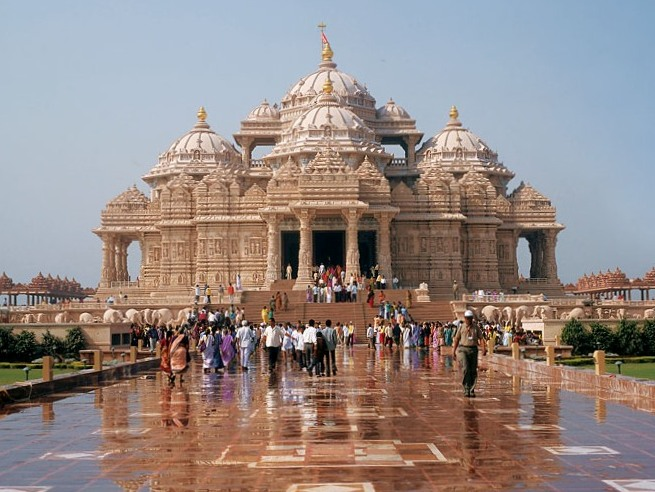
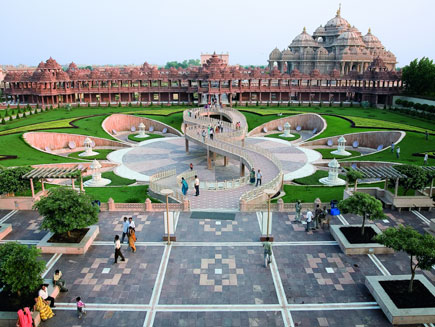
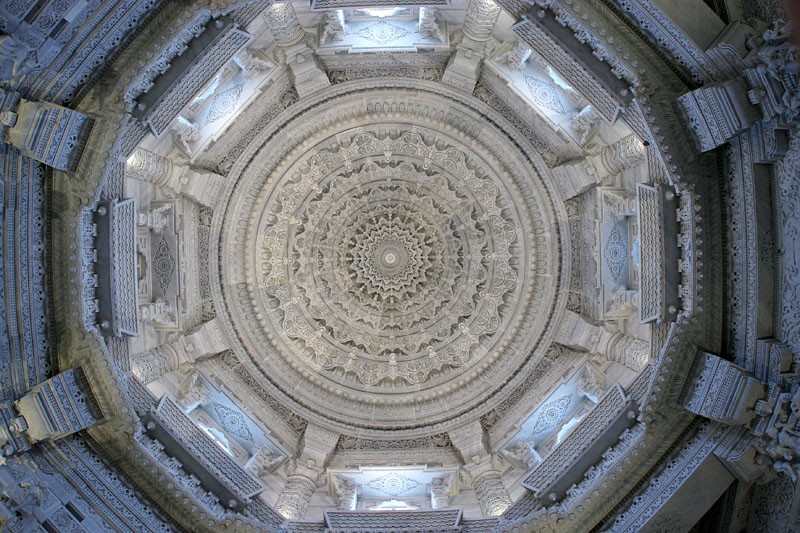
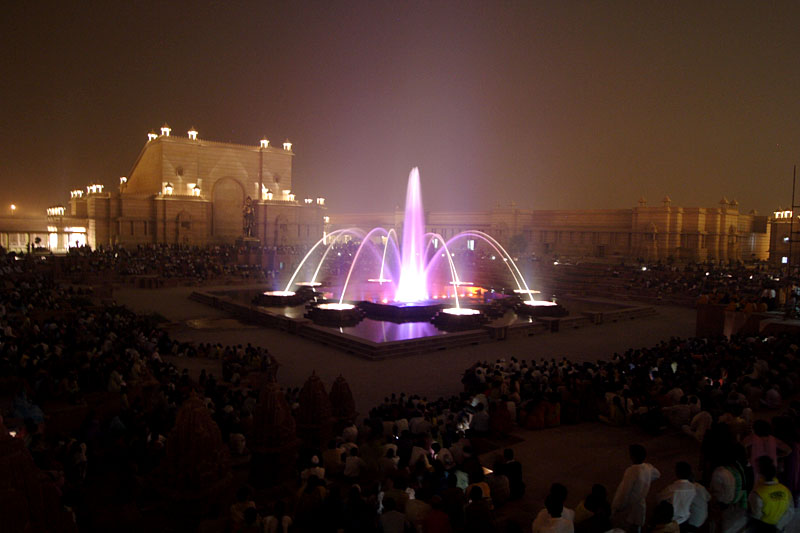
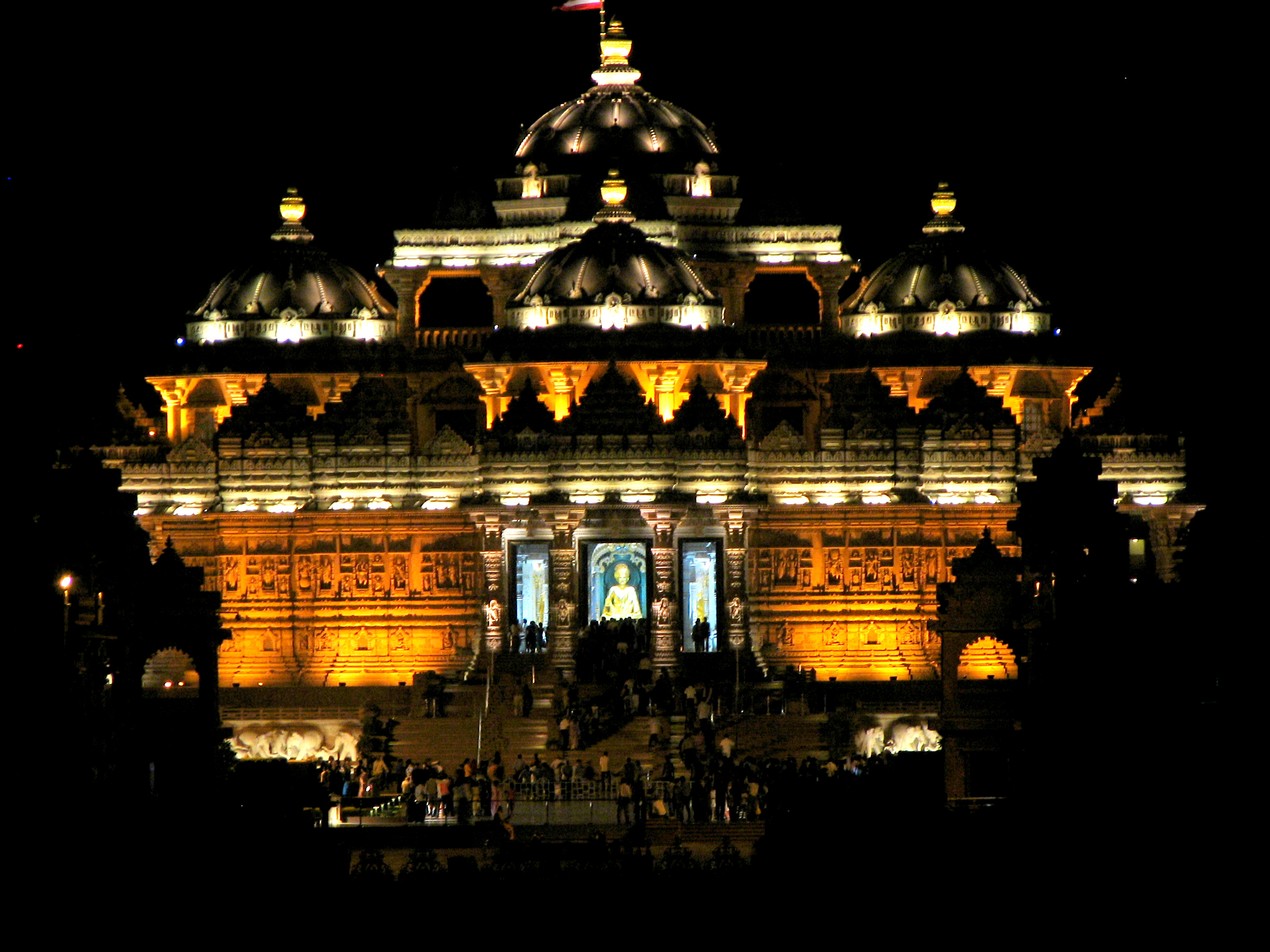
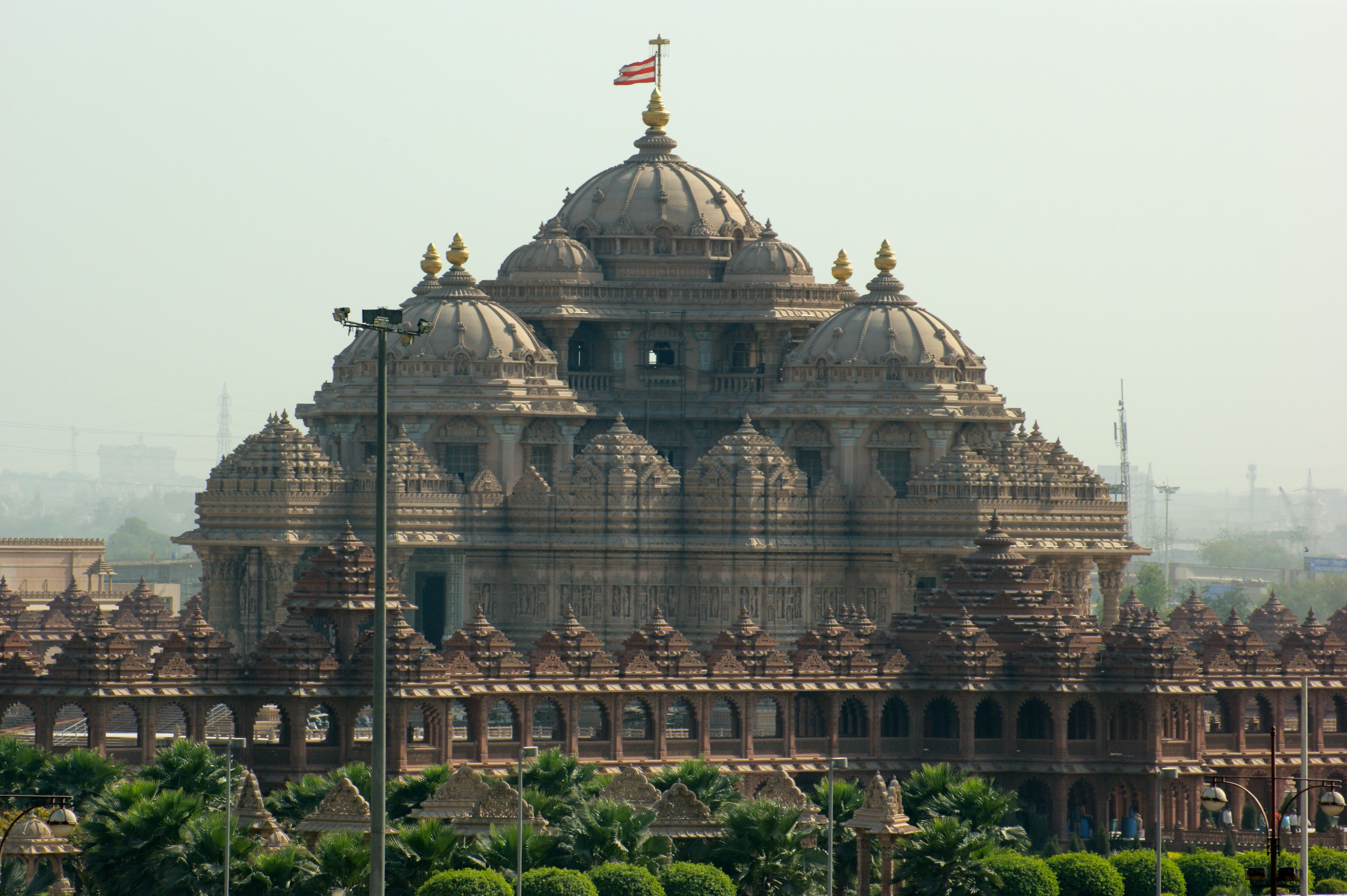
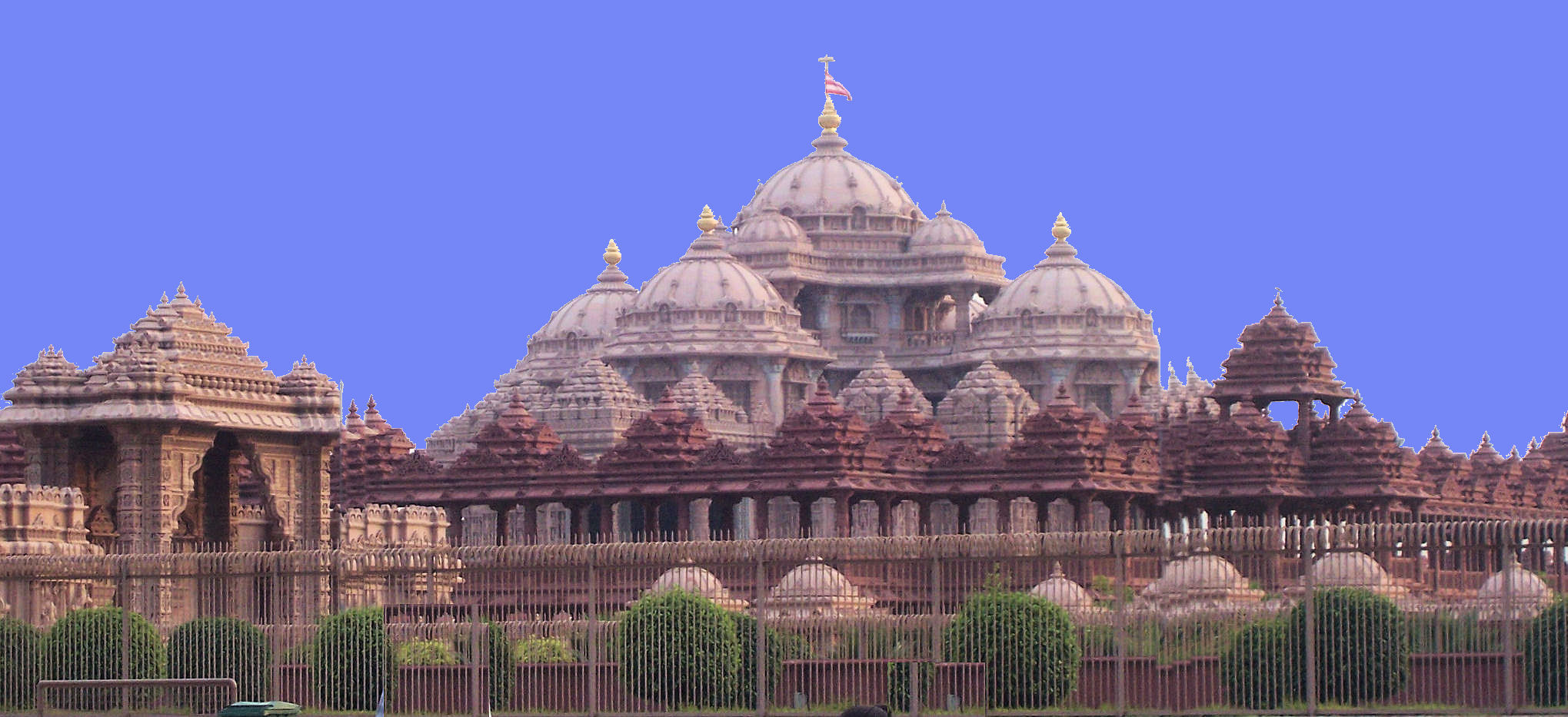
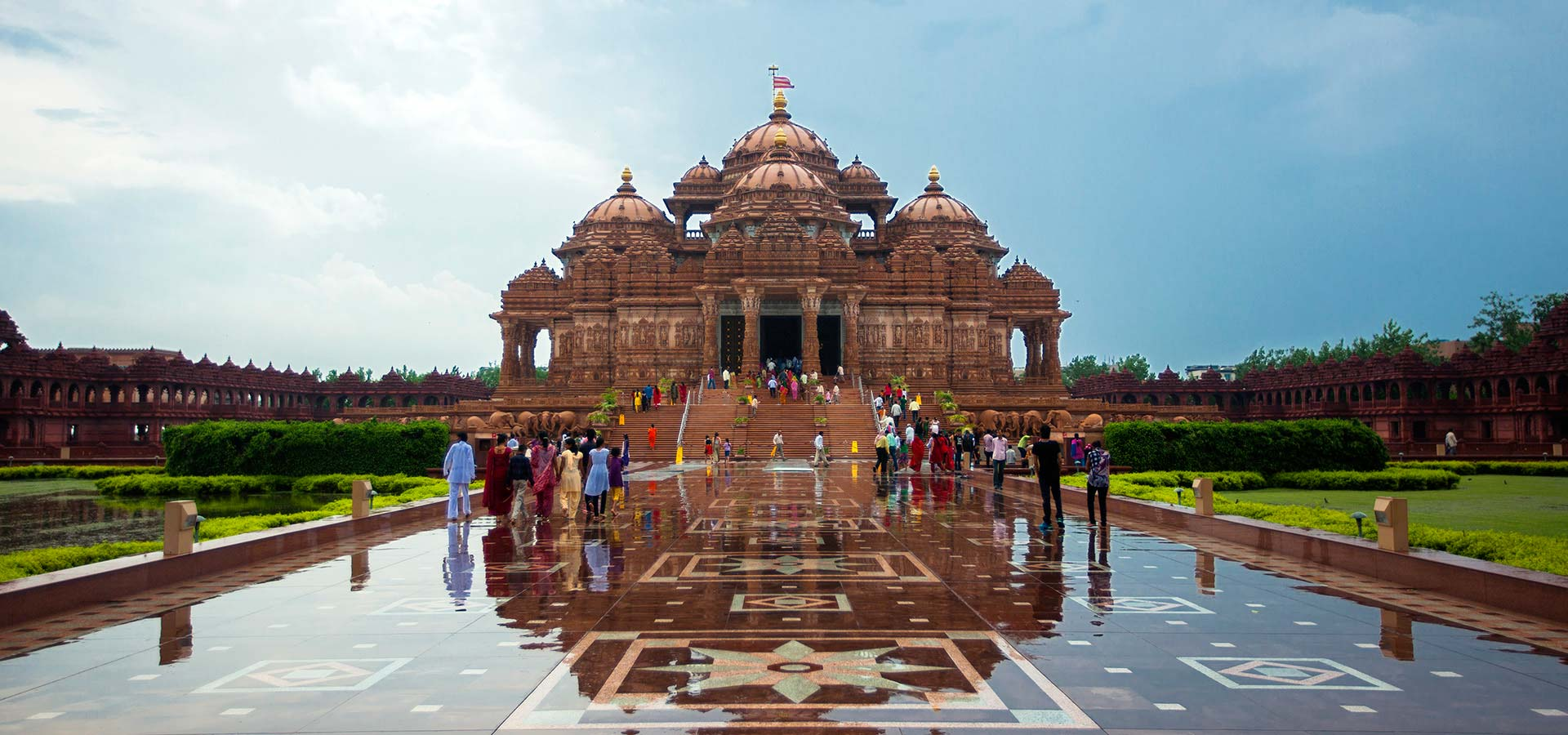
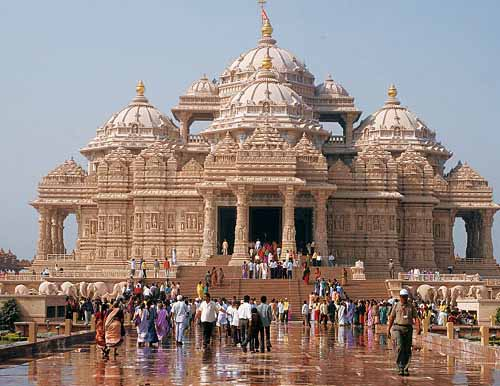
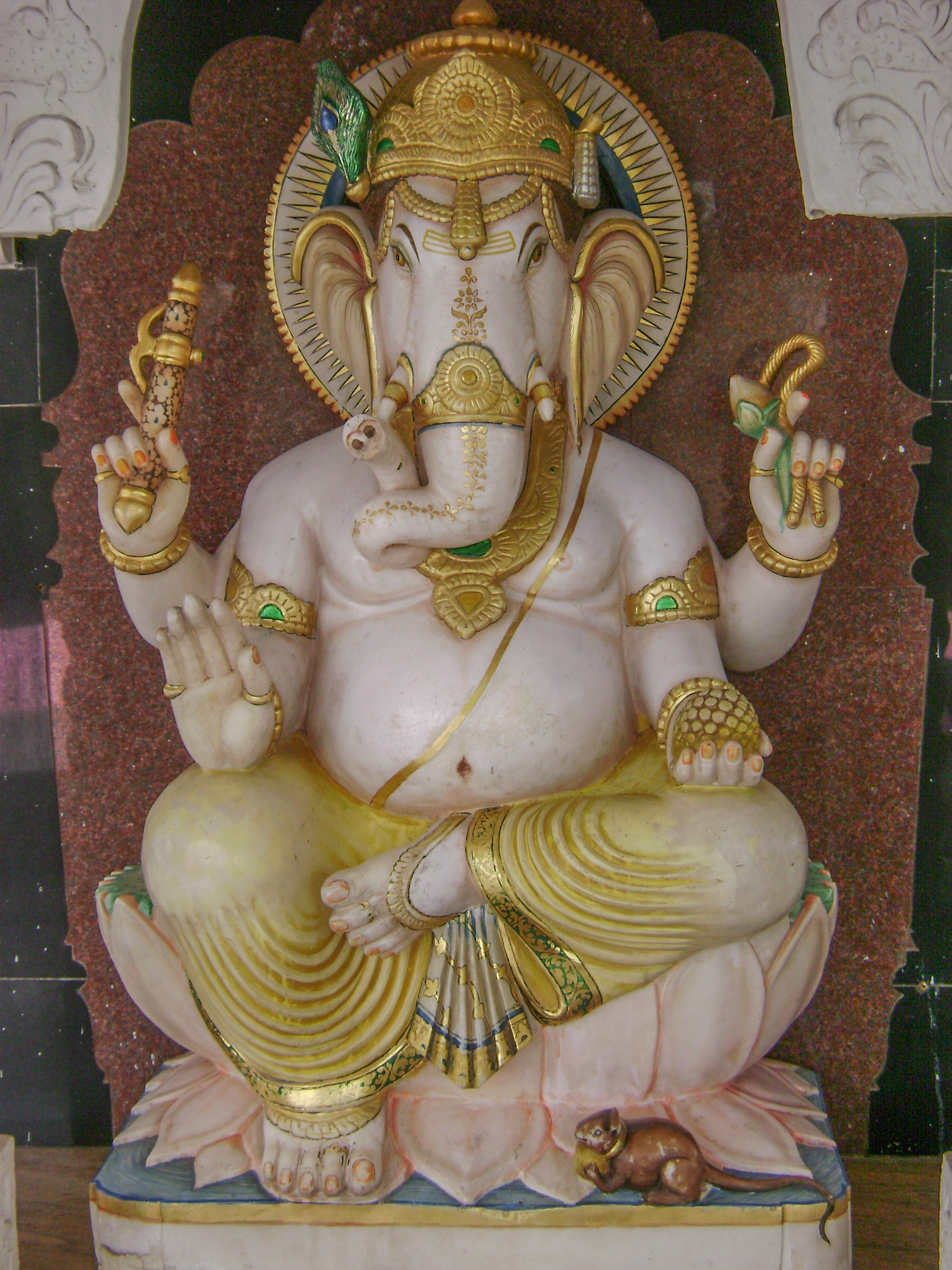